# Kill the Referee
Kill the Referee è un documentario per la televisione del 2009, diretto da Yves Hinant, Delphine Lehericey e Eric Cardot.
Il titolo del film — traducibile in italiano come Uccidi l'arbitro — è dovuto a fatti avvenuti durante l'Europeo 2008 (competizione trattata nel film) quando l'arbitro inglese Howard Webb ricevette minacce di morte per una decisione in campo discussa.

## Trama
La pellicola nasce da un'idea di Yvan Cornu, dirigente arbitrale dell'UEFA, e racconta l'esperienza di cinque arbitri durante il campionato d'Europa: oltre a Webb compaiono infatti l'italiano Roberto Rosetti, lo svizzero Massimo Busacca, lo spagnolo Manuel Mejuto Gonzalez e lo svedese Peter Fröjdfeldt.
Le voci dei protagonisti non sono doppiate, mantenendo la lingua originale di ciascuno.

## Produzione e diffusione
Realizzato nella primavera 2009, il film fu presentato al festival di Locarno nell'agosto successivo riscontrando una buona accoglienza.
Per quanto riguarda il panorama italiano, la prima visione del film è avvenuta su Mediaset Premium nel novembre 2009; la trasmissione in chiaro fu poi su Italia 1 l'11 luglio 2010, in coincidenza della finale dei Mondiali sudafricani diretta da Webb.

## Colonna sonora
La colonna sonora del film è Seven Nation Army, brano dei White Stripes, resa famosa anche dai festeggiamenti in Italia per la vittoria di quella competizione da parte della Nazionale Italiana ed erroneamente ritenuta canzone ufficiale del Mondiale 2006.